# Rhodospatha brent-berlinii
Rhodospatha brent-berlinii Croat – gatunek wieloletnich, wiecznie zielonych pnączy z rodziny obrazkowatych, endemicznych dla północnego Peru, zasiedlających wilgotne lasy równikowe.